# Викторов, Алексей Васильевич
Алексе́й Васи́льевич Ви́кторов (10 декабря 1917, Москва — 10 мая 1989, Москва) — новатор механосборочных работ, Герой Социалистического Труда (1971).

## Биография
Член КПСС с 1945. В 1947—75 бригадир-слесарь механосборочных работ ГПЗ-1, Бригадир слесарей Первого государственного подшипникового завода Министерства автомобильной промышленности СССР, гор. Москва. Член ЦК КПСС с 1971.
В 1970 году досрочно выполнил личные социалистические обязательства и производственные задания Восьмой пятилетки (1966—1970). Указом Президиума Верховного Совета СССР от 5 апреля 1971 года «за выдающиеся успехи в выполнении заданий пятилетнего плана по развитию автомобильной промышленности» удостоена звания Героя Социалистического Труда с вручением ордена Ленина и золотой медали «Серп и Молот».
Депутат Верховного Совета СССР с 1974, с 1979 — от Ждановского избирательного округа города Москвы. 
Секретарь ВЦСПС (с 1975 по 1986 гг.).
Умер в 1989 году. Похоронен на Головинском кладбище.

## Награды
- Герой Социалистического Труда
- Орден Ленина
- Орден Трудового Красного Знамени